# Stu Grimson
Stuart "Stu" Grimson, född 20 maj 1965 i Vancouver, är en kanadensisk före detta professionell ishockeyforward som tillbringade 14 säsonger i den nordamerikanska ishockeyligan National Hockey League (NHL), där han spelade för ishockeyorganisationerna Calgary Flames, Chicago Blackhawks, Mighty Ducks of Anaheim, Detroit Red Wings, Hartford Whalers, Carolina Hurricanes, Los Angeles Kings och Nashville Predators. Han producerade 39 poäng (17 mål och 22 assists) samt drog på sig 2 113 utvisningsminuter på 729 grundspelsmatcher. Grimson spelade även för Salt Lake Golden Eagles och Indianapolis Ice i International Hockey League (IHL) och Regina Pats i Western Hockey League (WHL).
Grimson draftades i tionde rundan i 1983 års draft av Detroit Red Wings som 186:e spelare totalt, men Red Wings valde att inte skriva kontrakt med honom. Grimson gick då åter i draften för 1985 och valdes av Calgary Flames i sjunde rundan som 143:e spelaren totalt.
Grimson var en av de mest fruktade slagskämparna (enforcers) när han spelade och hade omtalad rivalitet med Bob Probert som kanske är NHL:s största slagskämpe genom tiderna. De möttes 13 gånger på isen.
Efter den aktiva spelarkarriären avlade han juristexamen vid Cecil C. Humphreys School of Law, och arbetade hos spelarfacket National Hockey League Players' Association (NHLPA) mellan 2006 och 2008. År 2008 blev han anställd hos advokatbyrån Kay, Griffin, Enkema & Brothers, PLLC, det varade fram till 2012. Grimson har också varit expertkommentator vid TV-sändningar rörande Nashville Predators för Fox Sports South och även allmänt om NHL i deras egen TV-kanal NHL Network. Han arbetar sedan 2017 som företagsjurist hos försäkringsbolaget Van Meter Insurance.

## Statistik
| 1982–1983  | Regina Pats             | WHL        | 48  | 0  | 1  | 1  | 105  | 5  | 0 | 0 | 0 | 14  |
| 1983–1984  | Regina Pats             | WHL        | 63  | 8  | 8  | 16 | 131  | 21 | 0 | 1 | 1 | 19  |
| 1984–1985  | Regina Pats             | WHL        | 71  | 24 | 32 | 56 | 248  | 8  | 1 | 2 | 3 | 14  |
| 1985–1986  | Manitoba Bisons         | CIAU       | 12  | 7  | 4  | 11 | 113  | 8  | 1 | 1 | 2 | 24  |
| 1986–1987  | Manitoba Bisons         | CIAU       | 29  | 8  | 8  | 16 | 67   | 14 | 4 | 2 | 6 | 28  |
| 1987–1988  | Salt Lake Golden Eagles | IHL        | 37  | 9  | 5  | 14 | 268  | —  | — | — | — | —   |
| 1988–1989  | Calgary Flames          | NHL        | 1   | 0  | 0  | 0  | 5    | —  | — | — | — | —   |
|            | Salt Lake Golden Eagles | IHL        | 72  | 9  | 18 | 27 | 397  | 14 | 2 | 3 | 5 | 86  |
| 1989–1990  | Calgary Flames          | NHL        | 3   | 0  | 0  | 0  | 17   | —  | — | — | — | —   |
|            | Salt Lake Golden Eagles | IHL        | 62  | 8  | 8  | 16 | 319  | 4  | 0 | 0 | 0 | 8   |
| 1990–1991  | Chicago Blackhawks      | NHL        | 35  | 0  | 1  | 1  | 183  | 5  | 0 | 0 | 0 | 46  |
| 1991–1992  | Chicago Blackhawks      | NHL        | 54  | 2  | 2  | 4  | 234  | 14 | 0 | 1 | 1 | 10  |
|            | Indianapolis Ice        | IHL        | 5   | 1  | 1  | 2  | 17   | —  | — | — | — | —   |
| 1992–1993  | Chicago Blackhawks      | NHL        | 78  | 1  | 1  | 2  | 193  | 2  | 0 | 0 | 0 | 4   |
| 1993–1994  | Mighty Ducks of Anaheim | NHL        | 77  | 1  | 5  | 6  | 199  | —  | — | — | — | —   |
| 1994–1995  | Mighty Ducks of Anaheim | NHL        | 31  | 0  | 1  | 1  | 110  | —  | — | — | — | —   |
|            | Detroit Red Wings       | NHL        | 11  | 0  | 0  | 0  | 37   | 11 | 1 | 0 | 1 | 26  |
| 1995–1996  | Detroit Red Wings       | NHL        | 56  | 0  | 1  | 1  | 128  | 2  | 0 | 0 | 0 | 0   |
| 1996–1997  | Detroit Red Wings       | NHL        | 1   | 0  | 0  | 0  | 0    | —  | — | — | — | —   |
|            | Hartford Whalers        | NHL        | 75  | 2  | 2  | 4  | 218  | —  | — | — | — | —   |
| 1997–1998  | Carolina Hurricanes     | NHL        | 82  | 3  | 4  | 7  | 204  | —  | — | — | — | —   |
| 1998–1999  | Mighty Ducks of Anaheim | NHL        | 73  | 3  | 0  | 3  | 158  | 3  | 0 | 0 | 0 | 30  |
| 1999–2000  | Mighty Ducks of Anaheim | NHL        | 50  | 1  | 2  | 3  | 116  | —  | — | — | — | —   |
| 2000–2001  | Los Angeles Kings       | NHL        | 72  | 3  | 2  | 5  | 235  | 5  | 0 | 0 | 0 | 4   |
| 2001–2002  | Nashville Predators     | NHL        | 30  | 1  | 1  | 2  | 76   | —  | — | — | — | —   |
| NHL totalt | NHL totalt              | NHL totalt | 729 | 17 | 22 | 39 | 2113 | 42 | 1 | 1 | 2 | 120 |
| IHL totalt | IHL totalt              | IHL totalt | 176 | 27 | 32 | 59 | 1001 | 18 | 2 | 3 | 5 | 94  |
| WHL totalt | WHL totalt              | WHL totalt | 182 | 32 | 41 | 73 | 484  | 34 | 1 | 3 | 4 | 47  |